# ناداس راستنیس
ناداس راستِنیس (لیتوانیایی: Nadas Rastenis؛ زاده ۱۶ ژانویه ۱۸۹۱ - درگذشته ۱۰ مه ۱۹۸۰) شاعر، مترجم و وکیل لیتوانیایی بود. راستنیس آثار شعر معروف لیتوانیایی را به انگلیسی ترجمه کرد، از جمله فصل‌ها و جنگل آنیکشچیای. او همچنین اشعار به زبان انگلیسی را به لیتوانیایی ترجمه کرد، از جمله ونوس و آدونیس، رباعیات خیام و غراب. او به دلیل اثر شعر صلح‌جویانه‌اش، نفرین جنگ، در سال ۱۹۶۷ نامزد جایزه صلح نوبل شد اما برنده نشد.

## زندگی‌نامه
ناداس راستنیس در ۱۶ ژانویه ۱۸۹۱ در روستای استاگلینای در لیتوانی، که آن زمان بخشی از امپراتوری روسیه بود زاده شد. پدربزرگ راستنیس پس از اصلاحات رهایی‌بخش ۱۸۶۱ به استاگلینای مهاجرت کرد. راستنیس از سنین پایین قادر به خواندن بود و در یک مدرسهٔ ابتدایی روسی‌زبان در لینکمنیس تحصیل کرد. با این حال، پدر راستنیس بیمار شد و او به زودی به کشتزار پدرش برگشت. در سال ۱۹۰۹، راستنیس به سنت پترزبورگ مهاجرت کرد و زندگی خود را خارج از کشور در شهرهای گوناگون روسیه ادامه داد و به عنوان تخلیه‌کننده هیزم در نزدیکی خطوط راه‌آهن و در حفاری اسکله جدید برای ناوگان روسیه در دریای بالتیک مشغول به کار شد. در سال ۱۹۱۱ او به لیتوانی برگشت.
در ۲۵ مه ۱۹۱۱، او به ایالات متحده آمریکا مهاجرت کرد و در ۱۴ ژوئیه ۱۹۱۱ به نیوهمپشر رسید. برای سه سال، راستنیس در چندین شهر شمال‌شرقی آمریکا زندگی مرد و در مغازه‌های نساجان مشغول به کار بود. از سال ۱۹۱۲، راستنیس در انجمن خودیاری شخم‌زن‌های آزادی لیتوانی و انجمن سوسیالیست‌های آمریکایی لیتوانیایی شرکت داشت. در سال ۱۹۱۸، راستنیس تابعیت آمریکا را به دست آورد و همان سال در نیروی زمینی ایالات متحده آمریکا به خدمت گرفته شد. او در طول جنگ جهانی اول در اروپا خدمت کرد و زخمی شد. در سال ۱۹۲۱، راستنیس عضو انجمن ملی آمریکایی لیتوانیایی شد که در آن نایب رئیس (۱۹۲۳–۱۹۲۵) و رئیس (۱۹۲۷–۱۹۲۸) بود. او همچنین در فعالیت‌های انجمن لیتوانیایی آمریکایی و انجمن خودیاری دوک بزرگ لیتوانیایی کشتوتیس در بالتیمور شرکت می‌کرد. افزون بر کارهای انجمنی، راستنیس در ژوئن ۱۹۲۴ دانش‌آموختهٔ دانشگاه بوستون شد و به‌طور فعالی از ۱۹۲۵ تا ۱۹۳۶ در بالتیمور و همچنین کلیولند به وکالت پرداخت. راستنیس به هنگام تماشای اپرا، یولیه بالتروکونیتیه را ملاقات کرد. آن‌ها در ۱۸ ژوئن ۱۹۲۷ ازدواج کردند.
راستنیس در ۱۰ مه ۱۹۸۰ در سن ۸۹ سالگی در بالتیمور درگذشت.

## آثار

### اشعار
نخستین اشعار راستنیس در مجلهٔ کلیویس در سال ۱۹۱۷ به زبان لیتوانیایی منتشر شدند. با این وجود، او در سال ۱۹۲۱ انتشار آثارش را به زبان انگلیسی آغاز کرد. او همچنین به ویراستاری مجله‌های دیروا و ساندارا مشغول بود. در سال ۱۹۴۹، راستنیس یک شعر طولانی‌تر به عنوان جشنواره سه رز (Trijų rožių šventė) را منتشر کرد که در آن خودش را نشان می‌داد.

### ترجمه‌ها
در سال ۱۹۳۸، راستنیس شعر فصل‌ها، اثر شاعر سدهٔ هجدهم لیتوانیایی کریستیوناس دونلایتیس را به انگلیسی ترجمه کرد. ترجمهٔ اثر شامل نگاره‌هایی کشیده‌شده توسط راستنیس و پرتره‌ای از دونلایتیس بود. راستنیس همچنین جنگل آنیکشچیای، اثر آنتاناس بارانائوسکاس را در سال ۱۹۳۴به انگلیسی ترجمه کرد. از دیگر ترجمه‌های او، می‌توان به ترجمهٔ نسخهٔ انگلیسی رباعیات خیام اثر فیتزجرالد به لیتوانیایی و یوراتو ایر کاستیتیس به انگلیسی اشاره کرد.

### نفرین جنگ و نامزدی جایزه صلح نوبل
راستنیس مشهورترین اثر خود، نفرین جنگ را در سال ۱۹۴۱ نوشت. این شعر صلح‌طلبانه در نشریات دوره‌ای منتشر شد، اما توجه قابل‌توجهی را به خود جلب نکرد. این شعر تنها پس از آنکه نماینده کنگره، ادوارد گارماتز آن را در سال ۱۹۶۶ در پرونده کنگره منتشر کرد، محبوبیت یافت. متعاقباً راستنیس به عضویت انجمن بین‌المللی شاعران برگزیده متحد درآمد. در سال ۱۹۶۷، راستنیس تقدیرنامه شهردار بالتیمور و گواهینامه شهروندی ممتاز ایالت مریلند را دریافت کرد. همچنین، به پاس «دستاوردهای برجسته در شعر»، انجمن شعر شهروندان مریلند، گواهی جایزه رقابتی و به پاس «سهم برجسته و سخاوتمندانه در زندگی فرهنگی ایالت مریلند از طریق سال‌ها هنر خلاقانه در زمینه شعر»، جایزه ادگار آلن پو را به راستنیس اهدا کرد. در همان سال، او نامزد جایزه صلح نوبل شد، اما برنده نشد.

## یادگار
یک لوح یادبود در خانه روستایی او رونمایی شد. در سال ۲۰۲۴، نمایشی روی صحنه رفت که راستنیس را به تصویر می‌کشید.